# 45 TCN
Năm 45 TCN là một năm trong lịch Julius. 